# Diocesi di Parañaque
La diocesi di Parañaque (in latino Dioecesis Paranaquensis) è una sede della Chiesa cattolica nelle Filippine suffraganea dell'arcidiocesi di Manila. Nel 2023 contava 1.504.036 battezzati su 1.891.869 abitanti. È retta dal vescovo Jesse Eugenio Mercado.

## Territorio
La diocesi comprende le città filippine di Parañaque, Las Piñas e Muntinlupa nella parte meridionale della Regione Capitale Nazionale.
Sede vescovile è la città di Parañaque, dove si trova la cattedrale di Sant'Andrea.
Il territorio è suddiviso in 51 parrocchie.

## Storia
La diocesi è stata eretta il 7 dicembre 2002 con la bolla Ad efficacius providendum di papa Giovanni Paolo II, ricavandone il territorio dall'arcidiocesi di Manila.

## Cronotassi dei vescovi
Si omettono i periodi di sede vacante non superiori ai 2 anni o non storicamente accertati.
- Jesse Eugenio Mercado, dal 7 dicembre 2002

## Statistiche
La diocesi nel 2023 su una popolazione di 1.891.869 persone contava 1.504.036 battezzati, corrispondenti al 79,5% del totale.
| anno | popolazione | popolazione | popolazione | presbiteri | presbiteri | presbiteri | presbiteri                | diaconi | religiosi | religiosi | parrocchie |
| anno | battezzati  | totale      | %           | numero     | secolari   | regolari   | battezzati per presbitero | diaconi | uomini    | donne     | parrocchie |
| ---- | ----------- | ----------- | ----------- | ---------- | ---------- | ---------- | ------------------------- | ------- | --------- | --------- | ---------- |
| 2002 | 1.269.122   | 1.381.000   | 91,9        | 133        | 46         | 87         | 9.542                     |         |           | 61        | 48         |
| 2003 | 1.256.710   | 1.381.000   | 91,0        | 126        | 39         | 87         | 9.973                     |         | 87        | 61        | 49         |
| 2004 | 1.269.122   | 1.381.000   | 91,9        | 185        | 40         | 145        | 6.860                     |         | 390       | 677       | 47         |
| 2013 | 1.306.854   | 1.633.064   | 80,0        | 168        | 76         | 92         | 7.778                     |         | 289       | 1.233     | 50         |
| 2016 | 1.397.191   | 1.743.970   | 80,1        | 180        | 67         | 113        | 7.762                     |         | 294       | 636       | 50         |
| 2019 | 1.476.597   | 1.857.355   | 79,5        | 647        | 69         | 578        | 2.282                     | 23      | 925       | 621       | 50         |
| 2021 | 1.528.295   | 1.922.993   | 79,5        | 640        | 61         | 579        | 2.387                     | 6       | 857       | 545       | 50         |
| 2023 | 1.504.036   | 1.891.869   | 79,5        | 435        | 64         | 371        | 3.457                     |         | 606       | 279       | 51         |